# Trinity (parish)
Trinity är en parish i kronbesittningen Jersey. Den ligger i den centrala delen av Jersey, 5 km norr om huvudstaden Saint Helier. Antalet invånare är 3 156. Arean är 12,3 kvadratkilometer. Trinity ligger på ön Jersey.
Terrängen i Trinity är platt.